# Лонский, Виталий Алексеевич
Виталий (Виктор) Алексеевич Лонский (укр. Віталій Олексі́йович Ло́нський; 1927—2004) — советский и украинский спортсмен и тренер, Заслуженный тренер СССР (1968). Автор книги «Что вам сказать про высоту», изданной в 1972 году (Москва, «Молодая гвардия»).

## Биография
Родился 11 апреля 1927 года в селе Обуховка Бердичевского района Житомирской области Украинской ССР в рабочей семье.
С 1946 года учился в Бердичевском механическом техникуме, где увлекся спортом и одержал первые победы в прыжках в высоту. После окончания техникума работал специалистом по холодной обработке металла на заводе «Прогресс». В 1951 году поступил в Киевский институт физической культуры, который окончил в 1955 году и работал преподавателем физической культуры в Бердичевском ремесленном училище; позже — лаборантом кафедры физического воспитания Бердичевского педагогического института (ныне Бердичевский педагогический колледж). С 1958 года Виталий Лонской — педагог-тренер юношеской спортивной школы в Бердичеве. С 1964 года Лонской в течение почти десяти лет работал тренером сборной страны по прыжкам в высоту. В 1967 году он возглавил десятку лучших тренеров по легкой атлетике Советского Союза, а в 1968 году удостоен звания «Заслуженный тренер СССР».
Виталий Алексеевич подготовил 18 Мастеров спорта и четыре Мастера спорта международного класса, в числе которых Юрий Крымаренко, Валерий Скворцов, Анатолий Мороз, Рустам Ахметов.
Умер В. А. Лонский 20 апреля 2004 года, был похоронен в Бердичеве. Тренерское дело сегодня продолжает его сын Игорь.

## Память
- В Бердичеве ежегодно проводились соревнования на призы Виктора Алексеевича, которые с 2004 года стали называться «Мемориалом  В.А. Лонского».[2]
- 20 августа 2005 года в городе на улице Европейская (улица Карла Либкнехта до 2015 года) в День города была открыта арка в память о Виталии Лонском.[3]

## Награды
- Награждён советскими орденом «Знак Почёта» и медалью «Ветеран труда», а также украинским орденом «За заслуги III степени».
- Почётный гражданин города Бердичева (1987).